# Lew Rush
Lewis Franklin Rush, né le 12 septembre 1912 à Victoria (Colombie-Britannique) et mort le 27 octobre 1999 à White Rock (Colombie-Britannique), est un coureur cycliste canadien amateur. Il participe à l'épreuve du kilomètre et à la poursuite par équipes aux Jeux olympiques de 1932, entraîné par William Peden, il devient professionnel, spécialiste des courses de six jours. Il participe à 23 six jours. Il remporte deux épreuves, terminant également 4 fois sur le podium.

## Biographie
En 1934, il fait de la figuration dans le film 6 Day Bike Rider réalisé par Lloyd Bacon. Pendant le tournage du film au Gilmore Stadium, à Los Angeles, il y a un accident de vélo monstre et spectaculaire. Alors que vingt-cinq coureurs roulent à un rythme rapide sur deux files, le cameraman monté sur une plateforme arrière, entre les deux files dans la direction opposée. Dans le but d'obtenir une vue rapprochée des coureurs en action. Au deuxième tour, la roue avant de la bicyclette montée par Lew Rush s'effondre, jetant le coureur sous les roues de la moto. Le cameraman, est catapulté en l'air, son corps déséquilibrant plusieurs des cyclistes. Dans la collision générale qui suit 16 bicyclettes et leurs coureurs sont emmêlés avec la moto tordue et rugissante qui se tortille sur la piste en bois. Lew Rush est transporté à l'hôpital avec une possible fracture du crâne, et de douloureuses coupures et des ecchymoses sur le visage. Dave Landry le conducteur de la moto a subi une fracture de la base du crâne, une fracture de la clavicule, et des blessures internes, il est arrivé à l’hôpital dans un état désespéré. Lew Rush a plus de 30 points de suture au visage et met du temps à se remettre de ses blessures.

## Palmarès
- 1932
  - 6e Épreuve du kilomètre aux Jeux olympiques d'été de 1932 (en)[5]
  - 4e Poursuite par équipes masculine aux Jeux olympiques d'été de 1932 (en)
- 1934
  - Six jours de Los Angeles avec Eddie Testa
- 1936
  - Six jours d'Oakland avec George Dempsey